# Хартман VI фон Бранденбург
Хартман VI фон Бранденбург (на немски: Hartmann VI, Graf von Brandenburg; † сл. 30 април 1298/ сл. 1313) от швабската благородническа фамилия Кирхберг близо до Улм е граф на Бранденбург.

## Произход и наследство
Той е единственият син на граф Ото VI фон Бранденбург († 23 юли 1281) и съпругата му фон Гунделфинген († 1281), дъщеря на Улрих II фон Гунделфинген-Хеленщайн, фогт на Ешенбрун († 1280), и Аделхайд фон Албек († 1279). Роднина е на граф Ото III фон Кирхберг-Бранденбург († сл. 1194/сл. 1239), на граф Хартман V фон Кирхберг-Бранденбург († сл. 1246) и Хартман IV фон Кирхберг († сл. 1220).
Център на господството Кирхберг-Бранденбург е в Дитенхайм, който през 1280 г. получава права на град.
Хартман VI фон Бранденбург е тежко ранен на 17 април 1298 г. в битката при Оберндорф. След това крал Албрехт I Хабсбургски взема бранденбургските имоти на фамилията, без да се съобразява от наследствените искания на още живите Кирхберги, и ги дава първо на верния на Хабсбургите рицарски род Елербах. Последният фон Бранденбург е брат му абат Конрад V от манастир Алерхайлиген/Шафхаузен, който умира на 12 март 1322 (1323) г.

## Фамилия
Хартман VI фон Бранденбург се жени за фон Зулц. Те имат четири деца:
- Берта фон Кирхберг († 26 април 1319 или 4 май 1319), омъжена за Хайнрих фон Вилденберг († 1319), син на Хайнрих фон Грайфенщайн-Вилденберг († сл. 1265) и има две дъщери:[3]
  - Анна фон Вилденберг († 11 октомври 1334), омъжена пр. 1 април 1320 г. за граф Хуго IV Коклес фон Верденберг († 11 октомври 1334), син на граф Хуго II фон Верденберг-Хайлигенберг († 1305/1309)
  - Агнес фон Вилденберг († сл. 10 ноември 1367)
- Аделхайд фон Бранденбург? († сл. 1319), омъжена за Албрехт фон Рехберг († 20 март 1324/1326)
- Мехтилд фон Бранденбург? († сл. 1319)
- Хайнрих фон Бранденбург? († сл. 1313)